# 오마치역 (지바현)
오마치역(일본어: 大町駅, おおまちえき)은 일본 지바현 이치카와시에 있는 호쿠소 철도 호쿠소 선의 역이다. 역 번호는 HS07이다. 근처에 이치카와 시 동식물원이 있어서 이치카와 시 동식물원이라는 부역명이 병기되어 있다.

## 역 구조
상대식 승강장 2면 2선의 고가역. 승강장 벽면에는 인근 학교 학생들에 의한 동물 그림이 그려져 있다.

### 타는 곳
| 1 | 호쿠소 선 | 히가시마쓰도・게이세이타카사고 방면 게이세이 선 아오토・오시아게 방면 ○ 도영 지하철 아사쿠사 선 아사쿠사・니혼바시・센가쿠지・니시마고메 방면 게이힌 급행 전철 시나가와・하네다 공항・요코하마・게이큐 구리하마・미사키구치 방면 |
| 2 | 호쿠소 선 | 신카마가야・인바니혼이다이・나리타 공항 방면 |

## 역세권 정보
역 주변에는 많은 이원(梨園)들이 소재하고 수확 철마다 관광 농원에 내방자들로 붐볐다.
- 국도 제464호선
- 이치가와 시 동식물원
- 오마치 자연공원
- 마쓰도미나미 우체국
- 가마가야 컨트리 클럽
- 신케이세이 전철 신케이세이 선 구누기야마 역

## 역사
- 1991년 3월 31일: 영업 개시.
- 2010년 7월 17일: 역 번호 'HS 07'가 부여.

## 인접역
| 호쿠소 철도 호쿠소 선                              | 호쿠소 철도 호쿠소 선 | 호쿠소 철도 호쿠소 선                |
| -------------------------------------------------- | --------------------- | ------------------------------------ |
| HS 06 마쓰히다이 니시마고메 · 하네다 국제공항 방면 | ● 보통                | HS 08 신카마가야 인바니혼이다이 방면 |

※ 나리타 스카이액세스(게이세이 전철 나리타 공항선)와 공용 구간이지만 당역에는 게이세이 전철이 운행하는 열차는 정차하지 않는다.